# No Prayer for the Dying
No Prayer for the Dying e осмият студиен албум на британската хевиметъл група Айрън Мейдън. Това е първият албум на групата без Ейдриън Смит, който напуска след излизането на „Seventh Son of a Seventh Son“ през 1988 г. Той е заменен от Яник Герс, който записва заедно с Брус Дикинсън първият му соло албум – „Tattooed Millionaire“. No Prayer for the Dying е първият (и единствен дотогава) албум, представил сингъл („Bring Your Daughter... to the Slaughter“), който достига първо място в класациите. Освен това е първият албум, който не съдържа парчета по-дълги от шест минути.
Според някои от феновете албумът е спад в кариерата на групата, който продължава до края на 90-те. Въпреки това според други албумът е слаб само в сравнение с предишните постижения на групата.

## Състав
- Брус Дикинсън – вокали
- Дейв Мъри – китара
- Яник Герс – китара
- Стив Харис – бас, беквокали
- Нико Макбрейн – барабани

и
- Майкъл Кени – клавишни

## Място в Класациите
- Великобритания – 2
- Швеция – 6
- Чехия – 11
- САЩ – 17
- Нова Зеландия – 17
- Австралия – 19

## Продажби
- Платинен в Канада;
- Златен в САЩ и Англия

## Външни Препратки
- Текстовете от албума